# صالح دورسون
صالح دورسون (بالتركية: Salih Dursun)‏ (12 يوليو 1991 بصقاريا في تركيا - ) هو لاعب كرة قدم تركي في مركز الدفاع. شارك مع منتخب تركيا ب لكرة القدم ‏. أما مع النوادي، فقد لعب مع غلطة سراي وكايسري سبور ونادي طرابزون سبور وصقارية سبور ‏.

## وصلات خارجية
- صالح دورسون على موقع الاتحاد الدولي (مؤرشف)  (الإنجليزية)
- صالح دورسون على موقع الاتحاد الأوربي (الإنجليزية)
- صالح دورسون على موقع اتحاد تركيا (لاعب) (الإنجليزية)
- صالح دورسون على موقع قاعدة بيانات كرة القدم.إي يو (الإنجليزية)
- صالح دورسون على موقع Soccerway.com (الإنجليزية)
- صالح دورسون على موقع عالم كرة القدم.نت (الإنجليزية)
- صالح دورسون على موقع AS.com (الإسبانية)